# Сарра
Вижте пояснителната страница за други значения на Сара.
Сарра, Сара (на иврит: שָׂרָה, Сара́ – букв. „владетелка“; на арабски: سارة) е съпругата на Авраам, дъщеря на Тара, майка на Исаак и леля на Лот, според Стария Завет. Тя е полусестра на Авраам, от различна майка и с десет години по-млада от него, първата от четирите матриарси на еврейския народ. Сара е и най-популярното женско еврейско име.
По настояване на Сара Авраам прогонва Исмаил (Измаил) и Агар – сина на Авраам с майка му, която е слугиня на Сара, както и робиня, а и наложница Авраамова. Библията разказва историята за безплодието на Сара (), наблягайки на непоклатимата вяра на Авраам в изпълнение на Божието обещание за многобройно потомство (). Тази библейска история, като мит, след големите археологически открития през XX век се оказва, че е била популярна и разпространена сред епоса и на други древни народи от Близкия Изток.
Заради вярата със спазеното обещание, Бог заявява на Авраам, че ще му даде син от Сара, както и че от нея ще произхождат народи и царе на народи – от него (Бит 17:16). Обичаят обрязване символизира сключването на завета. Според библейската легендарна версия Сара умира на 127 години в Кирят Арба (Хеброн) и Авраам я погребва в пещерата Махпела(х), която той купува за 40 сребърни сикъла (шекела) от хетееца Ефрон ().
Сара умира от шок, когато Исаак разкрива на майка си за опита на баща му да го принесе в човешко жертвоприношение, според мидраша (Ваикра Раба 20:2).